# چشمه هغنار (فیلم)
چشمه هغنار (ارمنی: Հեղնար աղբյուր) یک فیلم است محصول سال ۱۹۷۱ کشور ارمنستان، به کارگردانی آرمان ماناریان و بازیگری سوس سارگسیان، متاکسیا سیمونیان و گالیا نوونتس این فیلم بر اساس رمانی به همین نام نوشته مگردیچ آرمن خلق شده‌است.

## بازیگران
- سوس سارگسیان در نقش استاد مکرتیچ
- گقام هاروتیونیان در نقش دوست استاد
- آرتاوازد پاشایان در نقش دوست استاد
- خاچاطور آبراهامیان در نقش دوست استاد
- سرگئی چولاخیان در نقش دوست استاد
- آ. دونگلیان[الف] در نقش دوست استاد
- آرسن باگراتونی در نقش دوست استاد
- یو. روستامیان[ب] در نقش هغنار
- هاکوب آزیزیان در نقش یرانوس
- آلکساندر قاریبجانیان در نقش واروس
- گوژ مانوکیان در نقش واروس در کهنسالی
- ه. قازاریان[پ] در نقش گالوست
- ماریا سیمونیان در نقش مادر مکرتیچ
- گالیا نوونتس در نقش همسر یرانوس
- کارینه سوکیاسیان در نقش مانان
- آزاد گاسپاریان در نقش گغام
- متاکسیا سیمونیان

## یادداشت
1. ↑  Ա. Դոնգելյան
2. ↑  Յու. Ռուստամյան
3. ↑  Հ. Ղազարյան